# Route 66 (cançó)
"(Get Your Kicks on) Route 66" és una cançó popular d'estil Rhythm and blues, composta pel pianista, cantant i compositor estatunidenc Bobby Troup. És la més coneguda de les seves cançons i la que el va convertir en una figura reconeguda. La cançó usa un blues de dotze compassos (twelve bar blues) i la lletra segueix el camí de la Ruta 66, (US 66), que travessava dues terceres part de l'oest dels Estats Units d'Amèrica des de Chicago, (Illinois) a Los Angeles, (Califòrnia).
Nat King Cole, com a King Cole Trio, va ser el primer en gravar la cançó el mateix any i va esdevenir un èxit, apareixent al Billboard magazine's R&B and pop charts. 

Altres versions són la enregistrada per Bing Crosby amb the Andrews Sisters l'11 de maig de 1946. La cançó va ser posteriorment gravada per molts artistes incloent Chuck Berry, the Rolling Stones, Them, Dr. Feelgood, Asleep at the Wheel, the Manhattan Transfer, Depeche Mode, The Brian Setzer Orchestra, The Cramps and John Mayer.

## Composició i lletra
La idea de la cançó va arribar a Troup en una ruta en cotxe des de Pennsilvània fins a Califòrnia. Troup va voler provar la seva aptitud com a compositor de Hollywood, així que ell i la seva esposa, Cynthia, van empacar el seu Buick del 1941 i es van dirigir cap a l'oest. El viatge va començar a la US 40 i continuant al llarg de la Ruta 66 a la costa de Califòrnia. Troup va considerar escriure inicialment una melodia sobre la ruta US 40, però Cynthia li va suggerir el títol "Get your kicks on Route 66". La cançó es va compondre en el viatge de deu dies i es va completar referenciant mapes en arribar a Los Angeles.

Mapa de la Ruta dels EUA 66

La lletra ve a ser un documental del viatge sobre les principals parades al llarg del recorregut, incloent diverses ciutats i pobles per on passa la ruta 66, a saber: Saint Louis (Missouri); Joplin (Missouri); Oklahoma City, (Oklahoma); Amarillo (Texas); Gallup (Nou Mèxic); Flagstaff (Arizona); Winona (Minnesota); Kingman (Arizona); Barstow (Califòrnia); i San Bernardino (Califòrnia). Winona és l'única ciutat fora de lloc: era un assentament molt petit a l'est de Flagstaff, i de fet podria haver-se oblidat si no fos per la lletra "No oblideu Winona", escrita per rimar amb "Flagstaff, Arizona". Molts artistes que han gravat la melodia al llarg dels anys, han canviat la lletra inicial, generalment a "It goes to St. Louis, down through Missouri..." i continuava amb Oklahoma City, etc.

## Altres versions gravades
La cançó s'ha convertit en un estàndard i ha estat gravada per nombrosos artistes. La versió gravada per Perry Como el 1959 (a l'àlbum Como Swings) és líricament més completa, incloent el segon vers rarament escoltat i també el vers d'introducció. La versió de Chuck Berry va ser la més propera a les seves arrels R&B, amb harmònics jazz. Dues de les principals bandes de British Invasion incloïen "Route 66" en els seus àlbums de debut, Them (Featuring Van Morrison) i The Rolling Stones. Michael Martin Murphey va gravar la cançó en el seu àlbum de 1989, Land of Enchantment (Terra de Encantament). La seva versió es va llançar com un single el 1990 i va arribar al número 67 en la llista de Billboard Hot Country Singles & Tracks chart. Little Willie Littlefield va gravar una versió Bugui-bugui per al seu àlbum de 1997 "The Red One".

## Cultura popular
La versió de la cançó de Natalie Cole va ser una de les moltes cançons relacionades amb Califòrnia a "Sunshine Plaza" a l'original Disney California Adventure.
La cançó també surt a la banda musical de la pel·lícula de Pixar de 2006, Cars, i es canta al final de la pel·lícula RV, que es va estrenar el mateix any. Kalup Linzy va interpretar la cançó a Hospital General el 2010.